# Scaptotrigona polysticta
Scaptotrigona polysticta är en biart som beskrevs av Jesus Santiago Moure 1950. Scaptotrigona polysticta ingår i släktet Scaptotrigona och familjen långtungebin. Inga underarter finns listade i Catalogue of Life.